# Kumbia Kings
I Kumbia Kings sono stati un gruppo musicale messicano di cumbia formatosi in Texas nel 1997. Il gruppo è stato attivo fino al 2006.
Il gruppo è stato fondato da A.B. Quintanilla.

## Membri
- Abraham Isaac "A.B." Quintanilla III – basso (1999–2006)
- Cruz "CK" Martínez – tastiere (1999–2006)
- Jason "DJ Kane" Cano – voce (1999–2003)
- Francisco Javier "Frankie J/Cisko" Bautista, Jr. – voce (1999–2002)
- Andrew "Drew" Maes – voce (1999–2002)
- Fernando "Nando" Domínguez III – voce (Nando y Solja Kingz) (2004–2006)
- Frank "Pangie" Pangelinan – voce (2004–2006)
- Abel Talamantez – voce (2004–2006)
- Irvin "Pee Wee" Salinas – voce (2004–2006)
- Anthony "Nino B" López – danza (Kingz One) (2003–2006)
- Juan Jesús "JP" Peña – danza (LSR) (2003–2006)
- Chris Pérez – chitarra (2003–2006)
- Chris "ChrisBot" Domínguez – tastiere (2002–2005)
- Robert "BoBBo" Gómez III – tastiere (2005–2006)
- Noe "Gipper" Nieto, Jr. – fisarmonica (2003–2006)
- Robert "Robbie" Del Moral – batteria (Nando y Solja Kingz) (1999–2006)
- Jesse "O'Jay" Martínez – batteria (1999–2002)
- Luigi Giraldo – tastiere (1999–2006)
- Roy "Slim" Ramírez – percussioni (1999–2002)
- Alex "PB" Ramírez – tastiere (1999–2002)
- Jonathan "JB/Sneak" Barrientes - voce, danza (Kingz One) (2002-2002)
- Frankie "Frankie Boy" Aranda – percussioni (1999–2003)
- Jacob Ceniceros – voce (2004)
- Jorge "Peanut" Peña – percussioni (1999–2002)
- Jorge "Pekas" Caballero – percussioni (2005–2006)
- Ronnie "Campa" Delgado – percussioni (2003–2006)

## Discografia
- 1999 - Amor, familia y respeto
- 2001 - Shhh!
- 2002 - All Mixed Up: Los Remixes
- 2003 - 4
- 2003 - Presents Kumbia Kings
- 2003 - La historia
- 2004 - Los Remixes 2.0
- 2004 - Fuego
- 2005 - Duetos
- 2006 - Kumbia Kings Live
- 2007 - Greatest Hits
- 2016 - Lo Mejor de A.B. Quintanilla III y Los Kumbia Kings